# The Starting Point
『The Starting Point』是日本的創作歌手・川嶋愛共計第7張迷你專輯。

## 概要
2012之後、為了紀念路上10周年而在演唱會會場、街頭演唱現場限定販賣的迷你專輯。收錄了人氣較高的3首歌和2首新歌，共5首歌。
該CD的銷售利潤一部份將通過國際協力NGO ALW（页面存档备份，存于）送往發展中國家，當作學校建設經費。

## 收錄曲
- 全作詞・作曲：川嶋愛

1. 天使們的旋律（天使たちのメロディー）
2. 沒問題的唷（大丈夫だよ）
3. 我們的On The Street（僕らのOn The Street）
新曲。川嶋愛擔任主持人的廣播節目川嶋愛 On The Street的主題曲。一部份的歌詞採用了聽眾的投稿。
4. 一起（一緒に）
新曲。
5. 12個的季節～第4個春天～（12個の季節〜4度目の春〜）